# Gisela Hess
Gisela Hess (* 1940) ist eine deutsche Schauspielerin und Synchronsprecherin.

## Leben
Der erste Nachweis eines Auftritts in einem Theater ist, für die aus Bitterfeld stammende und 1940 geborene Gisela Hess, an den Bühnen der Stadt Magdeburg nachzuvollziehen. Bis 2008 war sie dort Ensemblemitglied und stand danach regelmäßig als Gast auf der Bühne, insgesamt wirkte sie 50 Jahre an diesem Theater. Außerdem stand sie in zwei Filmen der DEFA (davon eine Hauptrolle) und mehreren Aufzeichnungen des Fernsehens der DDR vor der Kamera. Mit ihrer Stimme war sie in mehreren von der DEFA synchronisierten Filmen präsent.
Gisela Hess lebt im Magdeburger Stadtteil Stadtfeld Ost und ist mit dem Kapellmeister und Studienleiter Kammermusiker Helmut Hagedorn seit über 50 Jahren verheiratet. Sie haben einen Sohn und eine Tochter.

## Filmografie
- 1965: Der Reserveheld
- 1973: Das zweite Leben des Friedrich Wilhelm Georg Platow
- 1975: Polizeiruf 110: Heiße Münzen (Fernsehreihe)
- 1987: Mensch Hermann (Fernsehserie, 1 Episode)
- 1988: Jeder träumt von einem Pferd (Fernsehfilm)

## Theater
- 1967: William Shakespeare: Macbeth – Regie: Herbert Körbs (Städtische Bühnen Magdeburg)
- 1971: Heiner Müller: Weiberkomödie (Anna Zabel) – Regie: Konrad Zschiedrich (Städtische Bühnen Magdeburg)
- 1971: Rudi Strahl: Strandgeflüster – Regie: ? (Kleine Komödie Warnemünde)
- 1974: Wsewolod Wischnewski: Optimistische Tragödie (Kommissar) – Regie: Werner Freese (Städtische Bühnen Magdeburg)
- 1977: Rainer Kerndl: Der vierzehnte Sommer (Lis) – Regie: Peter Sodann (Städtische Bühnen Magdeburg)
- 1977: Günter Kaltofen/Hans Pfeiffer: Salut an alle. Marx – Regie: Kurt Reginbogin (Städtische Bühnen Magdeburg – Podiumsbühne)
- 1979: Krzysztof Choiński: Öffne die Tür (Natalja) – Regie: Dieter Seidel (Volkstheater Rostock)
- 1982: Johann Wolfgang von Goethe: Clavigo – Regie: Horst Hawemann (Städtische Bühnen Magdeburg)
- 1982: Martin Walser: Der Abstecher (Frieda) – Regie: Peter Kreusel (Städtische Bühnen Magdeburg)
- 1983: Alexander Sanin: Ich bin ein Mensch (Jenny) – Regie: Wladimir Andrejew/Karl Schneider (Städtische Bühnen Magdeburg)
- 1984: Waleri Petrow: Theater – meine Liebe – Regie: Karl Schneider (Städtische Bühnen Magdeburg)
- 1987: Ödön von Horváth: Glaube Liebe Hoffnung (Schauspielerin) – Regie: Horst Ruprecht (Städtische Bühnen Magdeburg)
- 1987: István Örkény: Katzenspiel – Regie: Christian Bleyhoeffer (Städtische Bühnen Magdeburg)
- 1987: Heiner Müller: Der Auftrag – Regie: Wolf Bunge (Kammerspiele Magdeburg)
- 1990: Georges Feydeau: Fuß in der Schlinge (Marceline) – Regie: Horst Ruprecht (Städtische Bühnen Magdeburg)
- 1990: Jean Genet: Die Zofen (König) – Regie: Andreas Neu (Kammerspiele Magdeburg)
- 1991: Jerry Bock/ Joseph Stein: Anatevka (Heiratsvermittlerin) – Regie: Dieter Reuscher (Kuppeltheater Magdeburg)
- 1991: Thomas Baum: Kalte Hände (Mutter) – Regie: Lutz Gotter (Podiumbühne Magdeburg)
- 1992: William Shakespeare: Hamlet (Gertrud) – Regie: Max K. Hoffmann (Theater der Landeshauptstadt Magdeburg)
- 2000: Moritz Rinke: Der graue Engel (Grauer Engel) – Regie: Dieter Peust (Theater der Landeshauptstadt Magdeburg)
- 2003: George Tabori: Mein Kampf – Regie: Max K. Hoffmann (Theater Magdeburg)
- 2005: Theodor Fontane: Effi Briest (Ministerin) – Regie: Matthias Brenner (Theater Magdeburg)
- 2006: Biljana Srbljanović: Heuschrecken – Regie: Isabel Osthues (Theater Magdeburg)
- 2007: Heinrich von Kleist: Das Käthchen von Heilbronn – Regie: Tobias Wellemeyer (Theater Magdeburg)
- 2012: Lea Doher: Das letzte Feuer (Großmutter) – Regie: Tobias Wellemeyer (Hans Otto Theater Potsdam)
- 2013: Kai Ivo Baulitz: Die Fraktion – Regie: Enrico Stolzenburg (Theater Magdeburg)
- 2015: Lukas Bärfuss: Die sexuellen Neurosen unserer Eltern (Mutter des Chefs) – Regie: Kristo Šagor (Theater Magdeburg)
- 2016: Molière: Tartuffe (Madame Pernelle) – Regie: Krzysztof Minkowski (Theater Magdeburg)

## Synchronisationen
- 1973 (1984): Femi Benussi als Joselita in Dein Vergnügen ist auch mein Vergnügen